# Aliatge fusible
Un aliatge fusible (fusible alloy en anglés), de fusió o de colada, normalment eutèctica, és un aliatge capaç de fondre's o liquar-se a causa de la calor.
Sovint el terme aliatge fusible s'empra per a descriure aliatges amb un punt de fusió per sota dels 150 °C. Aquests aliatges se solen utilitzar en soldadures.
Els aliatges fusibles es poden usar com a refrigerants, car són estables sota la calor i poden proporcionar una conductivitat tèrmica major que la resta de refrigerants; en concret, destaquen els aliatges de metalls d'alta conductivitat tèrmica, com l'indi o el sodi. Els metalls amb neutrons de baixa secció transversal s'utilitzen per refrigerar reactors nuclears.
Els metalls que solen formar aquest tipus d'aliatges tenen un punt de fusió baix, com el gal·li, indi, bismut, estany, plom i cadmi. El sodi i el potassi també s'hi usen, però han d'estar sense contacte amb l'aire o l'aigua, per la seua facilitat de reacció.
Alguns aliatges fusibles coneguts són el metall de Wood, el metall de Field, el metall de Rose, el galinstan i el naK.

## Punts de fusió d'alguns aliatges fusibles
| Composició                                             | Punt de fusió en °C | Nom                 |
| ------------------------------------------------------ | ------------------- | ------------------- |
| Cs 77 %, K 23 %                                        | -48                 |                     |
| Hg 100 %                                               | -39                 |                     |
| Ga 68,5 %, In 21,5 %, Sn 10 %                          | -19                 | Galinstan           |
| K 78 %, Na 22 %                                        | -11                 | NaK                 |
| Ga 62,5 %, In 21,5 %, Sn 16 %                          | 10,7                |                     |
| Ga 69,8 %, In 17,6 %, Sn 12,5 %                        | 10,8                |                     |
| Cs 100 %                                               | 29                  |                     |
| Ga 100 %                                               | 30                  |                     |
| Bi 40,63 %, Pb 22,1 %, In 18,1 %, Sn 10,65 %, Cd 8,2 % | 46,5                |                     |
| Bi 32,5 %, In 51 %, Sn 16,5 %                          | 60,5                | Metall de Field     |
| Bi 50 %, Pb 25 %, Sn 12,5 %, Cd 12,5 %                 | 70                  | Metall de Wood      |
| Bi 50 %, Pb 31,2 %, Sn 18,8 %                          | 97                  | Metall de Newton    |
| Bi 50 %, Pb 28 %, Sn 22 %                              | 109                 | Metall de Rose      |
| Sn 63 %, Pb 37 %                                       | 183                 | Soldadura eutèctica |
| Sn 92 %, Zn 8 %                                        | 199                 | Estany laminat      |